# Magnetoplasmadynamischer Antrieb

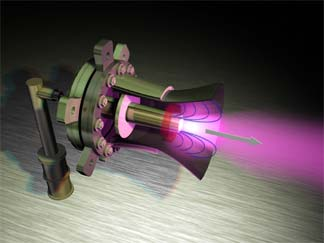
Illustration eines magnetoplasmadynamischen Antriebs

Ein magnetoplasmadynamischer Antrieb, auch MPD-Antrieb (engl. MPD thruster) genannt, ist ein Antriebsmechanismus für Weltraumfahrzeuge, der auf dem Prinzip der elektromagnetischen Beschleunigung basiert. Aufgrund des hohen elektrischen Leistungsbedarfs sind allerdings seit dem Beginn der Entwicklung in den 1960er bisher nur wenige Antriebe im Weltraum erprobt worden, insbesondere durch Anstrengungen Japans und der ehemaligen Sowjetunion.
Er nutzt die Lorentzkraft, welche die Wechselwirkung zwischen einem Magnetfeld und elektrischem Strom beschreibt, und wird daher auch Lorentz Force Accelerator (LFA) genannt. MPD-Antriebe stellen eine Weiterentwicklung des thermischen Lichtbogentriebwerks (Arcjet) dar, dessen elektrothermische Beschleunigung hierbei durch die effizientere elektromagnetische Beschleunigung ersetzt wird. Dadurch kann ein höherer Wirkungsgrad erreicht werden, welcher aber erst bei hohen Leistungen, und damit verbundenen starken Magnetfeldern, erreicht wird. Wird zusätzlich ein Magnetfeld aufgebracht, spricht man vom Fremdfeldbeschleuniger (engl. AF-MPD; Applied-Field MPD), ansonsten vom Eigenfeldbeschleuniger (engl. SF-MPD; Self-Field MPD).

## Technik
MPD-Triebwerke bestehen aus einer trichterförmigen Anode, in deren Mitte eine stabförmige Kathode angebracht ist. Wird eine elektrische Spannung zwischen den beiden Elektroden angelegt, wird die sich im Trichter befindende Stützmasse ionisiert und erlaubt so einen Stromfluss radial durch das Gas zur Kathode. Durch den Stromfluss wird nun ein starkes Magnetfeld erzeugt. Die Wechselwirkung zwischen dem elektrisch erzeugten Magnetfeld um die Brennkammer und der ionisierten Stützmasse beschleunigt diese in axialer Richtung und lässt sie mit sehr hoher Geschwindigkeit entweichen. Durch den dabei wirksamen Impuls entsteht die Schubkraft.
Als Grundlage für das Plasma eignen sich vor allem Argon, Lithium und Wasserstoff. In Versuchslaboren wurden bereits unter Nutzung eines externen Magnetfeldes bei einem MPD-Antrieb Austrittsgeschwindigkeiten von 144.000 km/h (40 km/s) erreicht.

## VASIMR

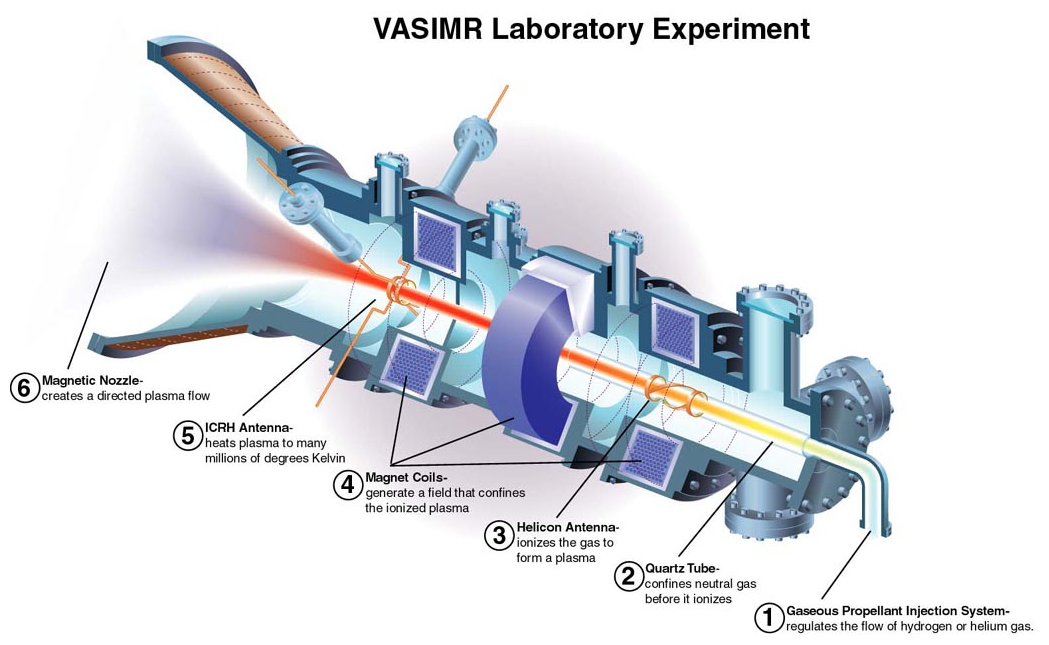
VASIMR-Schnittzeichnung

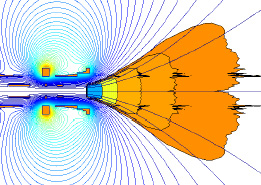
VASIMR Prinzipdiagramm

Eine Variante des magnetoplasmadynamischen Antriebes wird von dem US-Unternehmen Ad Astra Rocket Company entwickelt. Leiter ist der frühere siebenfache NASA-Astronaut und Plasmaphysiker Franklin Ramon Chang-Díaz, der das Konzept schon 1979 bei seiner Arbeit am MIT entwickelte.
Bei VASIMR oder Variable specific impulse magnetoplasma rocket erfolgen
1. die Erzeugung des Plasma,
2. dessen weitere Erhitzung und
3. Beschleunigung in der Düse

in drei getrennten Kammern.
Damit ist eine Variation des Verhältnisses zwischen spezifischem Impuls und Schub möglich, analog zu der Getriebeschaltung eines Radfahrzeugs. Ein Raumfahrzeug könnte damit etwa zum Verlassen des Schwerefeldes eines Planeten einen hohen Schub erzeugen, um dann eine längere Strecke mit hoher Geschwindigkeit zurückzulegen.
VASIMR könnte somit perspektivisch eine deutlich höhere Effizienz als herkömmliche Raumschiffantriebe bieten, die Reisezeiten beim Raumflug innerhalb des Sonnensystems auf Monats- oder gar Wochenzeitspannen verkürzen und damit auch für den Menschen praktikabel machen. Die Reisezeit Erde-Mars würde sich von mehr als 180 Tagen auf 39 Tage verkürzen.

### Aktueller Entwicklungsstand
Gegenwärtig wird an einer Vergrößerung der Leistung gearbeitet, um den Gesamtwirkungsgrad zu verbessern; demnach werden aktuell 67 % erreicht. Die Veröffentlichungen über das VX-50-Aggregat, das 50 kW Radiowellen-Leistung einsetzt, berechnen einen Wirkungsgrad von knapp 59 % wie folgt:
{\displaystyle \eta =\eta _{\text{ion generation}}\cdot \eta _{\text{ion speed boosting efficiency}}=90\,\%\cdot 65\,\%=58{,}5\,\%}
Das Modell VX-100 soll einen Gesamtwirkungsgrad von 72 % durch Verbesserung der NB ion speed boosting efficiency auf 80 % erreichen.
Im Oktober 2008 berichtete das Unternehmen, dass der VX-200-helicon-Motor in der ersten Stufe, ein Solid-state-Hochfrequenz-Leistungskoppler, einsatzbereit sei. Die Schlüsseltechnologie dazu, die Gleichstrom-Radiowellenumsetzung (solid-state DC-RF), erreiche hier einen Wirkungsgrad von 98 %.
Die Helicon-Entladung verwendet hier 30-kW-Radiowellen, um ein Argon-Plasma zu erzeugen. Die weiteren 170 kW werden eingesetzt, um das Plasma im zweiten Abschnitt zu beschleunigen, wozu ion cyclotron resonance heating (s. a. Zyklotronresonanz) eingesetzt wird.

### ISS-Einsatz
Am 10. Dezember 2008 erhielt Ad Astra Company einen Auftrag von der NASA, den Einbau und Test eines einsatzbereiten VF-200-Motors mit 200 kW Leistung auf der Internationalen Raumstation (ISS) vorzunehmen. Mit dem VF-200-Motor kann die Höhe der Station gehalten werden, ohne wie bisher immer wieder größere Mengen an Raketenbrennstoff zur ISS schaffen zu müssen. Der Start wurde erst für 2014 erwartet, und dann laut einer Publikation von Ad Astra für 2015 geplant. VASIMR sollte wegen der hohen Leistungsaufnahme im Pulsbetrieb arbeiten, wobei die 15 Minuten dauernden Lastzyklen durch Akkus gepuffert werden sollten. Im Rahmen des Next Space Technologies for Exploration Partnerships (NextSTEP) Programms der NASA wurden diese Planungen zugunsten einer Weiterentwicklung des Antriebs vorerst auf Eis gelegt (s. u.).
Basierend auf Tests des Vorgängers VX-100 erwartet man, dass der VF-200-Motor einen Wirkungsgrad von 60–65 % und einen Schub um 5 N erreicht. Der optimale spezifische Impuls wird um 5000 s erwartet, dies beim Einsatz von relativ günstigem Argon. Die spezifische Leistung wird auf 1,5 kg/kW geschätzt, womit dieser VASIMR-Motor etwa 300 kg wiegt.
Zwischen April und September 2009 wurden weitere Tests an dem VX-200-Prototyp mit integrierten supraleitenden Magneten vorgenommen. Damit konnte die Erweiterung des Leistungsbereiches auf die Einsatzleistung von 200 kW gezeigt werden.

### Weitere Zusammenarbeit zwischen NASA und Ad Astra
Am 31. März 2015 kündigt Ad Astra an, den Zuschlag für eine Weiterentwicklung des VASIMR-Antriebs im Rahmen des NextSTEP-Programms der NASA mit einem Umfang von fast 10 Millionen US-Dollar über drei Jahre erhalten zu haben. Ad Astra hoffte, damit bis 2018 einen Technology Readiness Level größer 5 (TRL 5) für ein Triebwerk mit mehr als 100 Stunden kontinuierlicher Laufzeit zu erreichen. Weitere Tests könnten später im Weltraum stattfinden.

## Energiequelle
Die größte Herausforderung bei MPD- wie auch VASIMR-Entwicklungen besteht in der Erzeugung der elektrischen Leistung, die bei sinnvollen Anwendungen im Megawattbereich läge. Eine Umwandlung aus chemischer Energie würde den Gesamtwirkungsgrad wieder unter das Niveau von chemischen Antrieben senken; Solarpanels oder auch Isotopenbatterien erreichen diese Leistungen in den bisher üblichen Größen nicht. Die Planungen setzen somit auf Kernspaltung oder auch Kernfusion als künftige Energiequellen für Raumantriebe.